# A Beautiful Lie
A Beautiful Lie é o segundo álbum de estúdio da banda norte-americana de rock 30 Seconds to Mars. Foi lançado em 30 de agosto de 2005 pela Virgin Records e foi produzido por Josh Abraham. O álbum lançou quatro singles, "Attack", "The Kill", "From Yesterday" e "A Beautiful Lie"; dos quais três conseguiram entrar no top 30 da U.S. Modern Rock, sendo "The Kill" e "From Yesterday" as mais bem sucedidos.
A Beautiful Lie é muito diferente do álbum anterior da banda, tanto musicalmente quanto na letra. Sendo um álbum conceptual focado na luta humana e com tema astronomico, as letras de A Beautiful Lie são "pessoais e menos cerebrais". A música também tem uma abordagem mais intensa, com os screamings e vários efeitos de sintetizador.

## Faixas
| CD  |                                               |         |  |
| N.º | Título                                        | Duração |  |
| 1.  | "Attack"                                      | 3:09    |  |
| 2.  | "A Beautiful Lie"                             | 4:05    |  |
| 3.  | "The Kill"                                    | 3:51    |  |
| 4.  | "Was It a Dream?"                             | 4:15    |  |
| 5.  | "The Fantasy"                                 | 4:29    |  |
| 6.  | "Savior"                                      | 3:24    |  |
| 7.  | "From Yesterday"                              | 4:08    |  |
| 8.  | "The Story"                                   | 3:55    |  |
| 9.  | "R-Evolve"                                    | 3:59    |  |
| 10. | "A Modern Myth" (+ Praying For a Riot - 1:44) | 2:59    |  |
| 11. | "Battle of One"                               | 2:47    |  |
| 12. | "Hunter" (cover Björk)                        | 3:54    |  |

| Edição deluxe |                              |         |  |
| N.º           | Título                       | Duração |  |
| 13.           | "The Kill" (Rebirth)         |         |  |
| 14.           | "A Beautiful Lie" (Acústica) |         |  |

| DVD - 2006 |                                               |         |  |
| N.º        | Título                                        | Duração |  |
| 1.         | "The Kill"                                    |         |  |
| 2.         | "The Making of "The Kill""                    |         |  |
| 3.         | "The International Music Feed Interview"      |         |  |
| 4.         | "Attack" (MTV2's Greatest Moments 2006)       |         |  |
| 5.         | "The Kill" (MTV2's Greatest Moments 2006)     |         |  |
| 6.         | "The Fantasy" (Fan-generated take)            |         |  |
| 7.         | "T-Minus Rock Interview"                      |         |  |
| 8.         | "Red Carpet Arrival" (MTV Video Music Awards) |         |  |
| 9.         | "MTV2 Award Acceptance Speech"                |         |  |
| 10.        | "MTV2 $2Bill Internet Promo"                  |         |  |
| 11.        | "MTV2 $2Bill Pre-Sale Tour Promo"             |         |  |
| 12.        | "MTV2 $2Bill Ticket Sale Tour Promo"          |         |  |

| Initium (2007) |                                          |         |  |
| N.º            | Título                                   | Duração |  |
| 1.             | "The Kill"                               |         |  |
| 2.             | "The Making of "The Kill""               |         |  |
| 3.             | "From Yesterday"                         |         |  |
| 4.             | "From Yesterday" (Behind the Scenes)     |         |  |
| 5.             | "A Beautiful Lie" (Behind the Scenes)    |         |  |
| 6.             | "The International Music Feed interview" |         |  |

| MTV2's All That Rocks (2007) |                                           |         |  |
| N.º                          | Título                                    | Duração |  |
| 1.                           | "Attack" (MTV2's Greatest Moments 2006)   |         |  |
| 2.                           | "The Kill" (MTV2's Greatest Moments 2006) |         |  |
| 3.                           | "The Fantasy" (Fan-generated take)        |         |  |

## Lançamento
| Críticas profissionais | Críticas profissionais |
| Avaliações da crítica  | Avaliações da crítica  |
| Fonte                  | Avaliação              |
| ---------------------- | ---------------------- |
| Allmusic               | link                   |
| Sputnikmusic           | link                   |
| GrooveBox              | 8/10 link              |
| Rolling Stone          | link                   |
| Melodic                | link                   |
| Kerrang!               | 4 de 5 estrelas.       |
| Teraz Rock             | link                   |

| Região         | Data                    | Distribuidora            | Formato     | Versão                         |
| -------------- | ----------------------- | ------------------------ | ----------- | ------------------------------ |
| Estados Unidos | 16 de agosto de 2005    | Immortal/Virgin America  | Enhanced CD | Original                       |
| Mundo          | 30 de agosto de 2005    | Immortal/Virgin America  | CD/LP       | Original                       |
| Japão          | 7 de dezembro de 2005   | EMI                      | CD          | Original                       |
| União Europeia | 26 de fevereiro de 2007 | Virgin                   | CD          | Original                       |
| Mundo          | 5 de dezembro de 2006   | Immortal/Virgin/EMI/MTV2 | CD/DVD      | Deluxe Edition                 |
| Mundo          | 26 de novembro de 2007  | Immortal/Virgin/EMI/MTV2 | CD/DVD      | Deluxe Edition (Re-lançamento) |
| Japão          | 28 de maio de 2008      | EMI                      | CD/DVD      | Edição limitada japonesa       |

## Vendas e certificações
| Ano  | País           | Tabelas musicais          | Melhor posição | Certificação | Vendas     |
| ---- | -------------- | ------------------------- | -------------- | ------------ | ---------- |
| 2006 | Estados Unidos | Billboard 200             | 36             | Platina      | 1.200.000+ |
| 2007 | Austrália      | ARIA Albums Chart         | 20             | Ouro         | 45.000+    |
| 2007 | Canadá         | Music Canada Albums Chart | 20             | Ouro         | 100.000+   |
| 2007 | Reino Unido    | UK Albums Chart           | 39             | Platina      | 300.000+   |
| 2007 | Nova Zelândia  | RIANZ Albums Chart        | 20             | —            | —          |
| 2007 | Finlândia      | Finlândia Albums Chart    | 15             | —            | —          |
| 2007 | Países Baixos  | Holanda Albums Chart      | 31             | —            | —          |
| 2007 | Áustria        | Áustria Albums Chart      | 10             | —            | —          |
| 2007 | Alemanha       | Alemanha Albums Chart     | 30             | Ouro         | 100.000+   |
| 2007 | Itália         | Itália Albums Chart       | 11             | Platina      | 70.000+    |
| 2008 | África do Sul  | RISA Albums Chart         | 1              | Ouro         | 40.000+    |
|      |                | Vendas pelo mundo         |                |              | 3.500.000+ |